# Kropscelle
En kropscelle eller somatisk celle (samlingen af kropsceller kaldes også soma) er et fællesnavn for de celler der udgør en kroppen, dvs. væv og organer.  Celler, der ikke er kropsceller, er kønsceller. Kropscellerne er diploide, det betyder at de indeholder to sæt af hvert gen, det ene sæt kommer fra kvinden og det andet fra manden.